# Joanis Awerof
Joanis Awerof, gr. Ιωάννης Αβέρωφ (ur. 29 grudnia 1944 w Atenach) – grecki polityk, menedżer, od 1999 do 2004 poseł do Parlamentu Europejskiego.

## Życiorys
Absolwent ASOEE (uniwersytetu ekonomicznego w Atenach). W latach 1975–1982 pełnił funkcję burmistrza miasta Metsowo. Założył i kierował fundacją Egnatia Ipirou. Był członkiem komitetu sterującego unijnego programu EUMEDIS.
W latach 1989–1993 był członkiem Parlamentu Hellenów z ramienia Nowej Demokracji, reprezentując okręg wyborczy Janina. W 1999 kandydował z powodzeniem do Parlamentu Europejskiego V kadencji. Należał do grupy chadeckiej, pracował m.in. w Komisji Budżetowej. W PE zasiadał do 2004.
Był prezesem zarządu spółki prawa handlowego Forthnet, zajmującej się usługami internetowymi. Zrezygnował w 2009, pozostając w radzie dyrektorów tej firmy.